# San Giustino
San Giustino je italská obec v provincii Perugia v oblasti Umbrie.
V roce 2012 zde žilo 11 397 obyvatel.

## Sousední obce
Borgo Pace (PU), Citerna, Città di Castello, Mercatello sul Metauro (PU), Sansepolcro (AR)

## Vývoj počtu obyvatel
Zdroj: 